# Операція «Компас»
Операція «Компас» (англ. Operation Compass, італ. Operazione Compass) (9 грудня 1940 — 9 лютого 1941) — стратегічна наступальна операція збройних сил Великої Британії, Австралії, Індії та Вільної Франції проти італійських військ з метою відвоювання Єгипту і розгрому 10-ї італійської армії в ході Північно-Африканської кампанії Другої світової війни.

## Передісторія
Італія вступила в Другу світову війну 10 червня 1940 року, оголосивши війну Франції і Великій Британії, 22 червня Франція капітулювала перед Німеччиною, а отже тепер не потрібно було тримати велику масу військ у Лівії на випадок вторгнення з французького Алжиру.
Беніто Муссоліні почав підготовку до вторгнення в Єгипет, щоб установити контроль над Суецьким каналом і дістатися до родовищ нафти на Близькому Сході. В Африці італійці мали дуже значну перевагу перед військами союзників, тому в Риму були всі підстави вважати, що кампанія буде успішною і нетривалою.
13 вересня 1940 року італійці вдерлися до Єгипту. 10-а італійська армія, не зустрічаючи опору, подолала за 3 дні 100 кілометрів і, досягнувши містечка Сіді-Баррані, стала табором. Причому по всьому фронту було видно, що далі вони найближчим часом рухатися не збираються. У наступаючих закінчилося пальне, вода, а крім того, згас бойовий дух. Головні італійські війська витратили наступні два місяці на будівництво різного роду оборонних таборів на місцевості від Мактіли на узбережжі до Софафі біля підніжжя гірських плато.

## Сили супротивників

### Велика Британія та союзники
Середньосхідне командування (командувач фельдмаршал Арчибальд Вейвелл) здійснювало загальне командування британськими військами на Близькому Сході. В операції брали участь частини, підпорядковані командуванню і розташовані в Єгипті:
- Армія Західної Пустелі (англ. Western Desert Force) (командувач генерал-майор Річард О'Коннор). З 1 січня перетворена на 13-й армійський корпус.
  - 7-ма танкова дивізія «Пустельні щури»
  - 4-та Індійська дивізія (до 14 грудня, відправлена до Судану)
  - 7-й королівський танковий полк
  - 6-та піхотна дивізія (Австралія) (з 14 грудня)
  - 16-та піхотна бригада
  - 3-й батальйон Колдстрімської гвардії
  - Ряд окремих артилерійських і танкових частин армійського підпорядкування[7].

Загалом британські сухопутні сили нараховували 36 тис. чоловік, 120 гармат, 275 танків.
Танкові частини британців складалися з крейсерських танків (Mk I, Mk II та Mk III). 7-й окремий танковий полк являв собою найгрізнішу силу, маючи на озброєнні 50 танків «Матильда», проти яких були безсилі як італійські танки, так і засоби протидії танкової оборони. Двофунтові (42 мм) ж гармати «Матильда» пробивали броню будь-якого італійського танка.
Авіаційну підтримку надавала 202-а група королівських ВПС (командувач Реймонд Колішау), що мала 142 літака.

### Італія
Загальне командування військами в Північній Африці здійснював маршал Родольфо Граціані.
10-та армія (командувач генерал Італо Гарібольді, з 23 грудня Джузеппе Теллера)
- 20-й корпус (командувач генерал-лейтенант Фердінандо Кона)
  - 60-та піхотна дивізія «Сабрата»
- 21-й корпус (командувач генерал-лейтенант Карло Спатокко)
  - 63-та піхотна дивізія «Чірен» (командувач генерал Алессандро де Гауді)
  - 1-ша дивізія чорносорочечників «23 березня»
  - 2-га дивізія чорносорочечників «28 жовтня»
- 22-й корпус
  - 61-та піхотна дивізія «Сірта»
- 23-й корпус (командувач генерал-лейтенант Аннібале Бергондзолі)
  - 4-та дивізія чорносорочечників «3 січня»
  - 64-та піхотна дивізія «Катандзаро» (командувач генерал Джузеппе Амічі)
- Лівійський корпус
  - 1-ша Лівійська дивізія (командувач генерал Луїджі Сібілле)
  - 2-га Лівійська дивізія (командувач генерал Армандо Пескаторі)
  - Механізована група Малетті (командувач генерал П'єтро Малетті )
- Спеціальна бронетанкова бригада «Бабіні»

Всього близько 150 000 осіб, 1600 гармат, 600 танків та 331 літаків.

## Хід операції
Операція «Компас» почалася вранці 9 грудня. Проникнувши крізь італійську лінію на 20-мильній ділянці між фортами, англійці атакували з тилу і флангів. Наприкінці третього дня боїв вони вщент розгромили італійців, знищивши п'ять їх дивізій і захопивши 39 000 полонених, утративши при цьому лише 600 вояків.
16 грудня О'Коннор атакував італійські війська в форті Капуццо на лівійсько-єгипетському кордоні та знову здобув перемогу, захопивши багато полонених. 10-та армія остаточно розвалилась і побігла, від повного знищення її врятувало лише те, що 4-а індійська дивізія була терміново знята з фронту та вирушила в Судан для протидії ефіопському угрупованню італійських військ.
О'Коннор, проте, обложив Бардію, але враховуючи, що у нього була лише одна дивізія, до 3 січня 1941 року був змушений чекати підкріплення. З приходом до британців 6-ї австралійської піхотної дивізії почалася атака на фортецю. Остання протрималася всього два дні. Було захоплено 38 000 полонених, 462 гармати, 127 танків, 700 вантажівок. При цьому за весь час боїв війська О'Коннора втратили трохи більш як 500 осіб.
Це був справжній розгром. 7 січня англійці взяли Тобрук, у полон до британців потрапили 25 000 осіб, зокрема штаб 22-го корпусу італійської армії і вся 61-ша дивізія «Сирт» у повному складі. Захоплено 200 гармат і 87 танків. Майже відразу ж взяті Соллум і Дерна, здалася в повному складі 60-та дивізія «Сабрата», захоплені Бенгазі, Біда-Фомм, знищений 17-й артилерійський полк «Павія».
8 лютого О'Коннор захопив Ель-Агейлу і вже націлений був взяти Триполі. До цього моменту італійці тільки полоненими втратили 120 000 осіб, а також 1300 гармат, 400 танків, 150 літаків.

## Підсумки
Попри те, що британські війська значно поступалися в чисельності італійським, вони змогли вдало провести операцію, повністю розгромити 10-у армію і взяти велику кількість полонених. Італійці були вибиті з Єгипту і втратили значну частину Киренаїки.